# 阿爾特瑙河 (阿爾默河支流)
51°40′17″N 8°43′3″E / 51.67139°N 8.71750°E
阿爾特瑙河（德語：Altenau），是德國的河流，位於該國西部，處於北萊茵-威斯特法倫州，屬於阿爾默河的右支流，河道全長29公里，流域面積335平方公里。